# Mari Mashiba
Mari Mashiba (真柴 摩利?, Mashiba Mari; Prefettura di Gunma, 21 novembre 1959) è una doppiatrice giapponese. È rappresentata dall'agenzia Production Baobab. È la doppiatrice giapponese di vari personaggi de I Simpson come Rod Flanders, Ralph Winchester e Manjula Nahasapeemapetilon.

## Principali ruoli doppiati

### Serie televisive
- 21 emon (Rigel)
- Bonobono (Mari Mashiba)
- Crayon Shin-chan (Tōru Kazama, Shiro)
- Miracle Girls (Takae Matsunaga)
- Osomatsu-kun (1988) (Hata-bou, Karamatsu)

### OVA
- Mobile Suit Gundam 0083: Stardust Memory (Cima Garahau)
- Chi ha bisogno di Tenchi? (Tenchi Masaki (bambino)
- Natsuki Crisis

### Videogiochi
- Magical Drop F: Daibōken Mo Rakujyanai! (Hierophant, Sun)
- Mobile Suit Gundam: Gihren's Ambition (Cima Garahau)
- Mobile Suit Gundam: Encounters in Space (Cima Garahau)
- SD Gundam G Generation (Cima Garahau)
- Super Robot Wars (Cima Garahau)
- Tales of Rebirth (Zilva Madigan)